# Norwood (North Yorkshire)
Norwood – civil parish w Anglii, w North Yorkshire, w dystrykcie (unitary authority) North Yorkshire. W 2011 civil parish liczyła 216 mieszkańców.